# Объединённая багамская партия
Объединённая багамская партия (англ. United Bahamian Party, UBP) — бывшая основная политическая партия Багамских Островов 1950-х—1960-х годов. Представляла интересы белого олигархата, известного как Бэй-Стрит-Бойз (Bay Street Boys), была правящей партией с 1958 по 1967 годы. Руководителем партии был сэр Роланд Теодор Симонетт.

## История
Партия была основана в 1956 году как Христианско-демократическая партия в противовес Прогрессивной либеральной партии, которая стала крупнейшей политической партией Багам после выборов 1956 года, получив 6 мест парламента. В 1958 году партия была переименована в Объединённую багамскую партию.
На выборах 1962 года, несмотря на меньшее число полученных голосов, чем ПЛП, Объединённая багамская партия выиграла выборы за счёт манипулирования границами избирательных округов. Однако на выборах 1967 года сложилась обратная картина: ОБП получила на 2,2% больше голосов, чем ПЛП, но такое же количество мест и обвинила ПЛП в манипулировании границами округов. После того, как единственный депутат от Лейбористской партии примкнул к ПЛП, партия оказалась в оппозиции.
На следующих выборах 1968 года потерпела сокрушительное поражение, получив лишь 7 из 38 мест. В 1971 году присоединилась к Свободной прогрессивной либеральной партии, отколовшейся от правящей партии, и образовала Свободное национальное движение.

## Участие в выборах
| Год  | Голосов | %     | Мест     |
| ---- | ------- | ----- | -------- |
| 1962 | 26 500  | 36,1% | 18 из 33 |
| 1967 | 19 408  | 45,0% | 18 из 38 |
| 1968 | 12 371  | 26,6% | 7 из 38  |